# Lauri Korpikoski
Lauri Korpikoski (* 28. července 1986, Turku) je finský hokejový útočník hrající v severoamerické National Hockey League (NHL) za tým Columbus Blue Jackets.

## Hráčská kariéra
S hokejem začínal v TPS Turku. Ve finské nejvyšší soutěži debutoval v 18 letech.

### New York Rangers
V roce 2004 byl draftován týmem New York Rangers v prvním kole jako 19. celkově. Na svoji šanci v NHL si, ale musel počkat, protože dvě sezóny hrál ve farmářském týmu Rangers v Hartfordu. Svoji šanci dostal 4. května 2008 v pátém zápase semifinále východní konference proti Pittsburghu Penguins a hned jí naplno využil, když svou druhou střelou v zápase překonal Marca-Andrého Fleuryho a zaznamenal tak svůj první gól v zámořské soutěži. Po dobrých výkonech v přípravných utkáních před sezónou 2008/09 přežil škrty hráčů a udržel se v hlavním týmu. Byl jediným nováčkem v týmu Rangers. Prvního gólu v základní části soutěže se dočkal 2. října 2008, když překonal Kevina Weekese z New Jersey Devils. Celkem v dresu Rangers naskočil do 76 zápasů s bilancí 7 gólů a 10 asistencí.

### Phoenix Coyotes
Dne 14. července 2009 byl vyměněn do Phoenixu Coyotes za Envera Lisina a den na to podepsal s arizonským klubem dvouletý kontrakt. Sezóna 2009/10 byla pro něj průlomová, protože nastoupil k 79 zápasům a napevno se usídlil v sestavě Coyotes. V další sezóně 2010/11 se mu už taky začalo dařit bodově, když si připsal 40 bodů ze 79 zápasů. 20. července 2011, pár hodin před termínem arbitrážního slyšení se dohodl s Phoenixem na nové dvouleté smlouvě za 3,6 miliónu dolarů. Následná sezóna 2011/12 se nesla v podobném duchu, když si Korpikoski připsal za 82 zápasů 37 bodů. V době výluky NHL v sezoně 2012/13 působil ve finském klubu TPS Turku. 11. července 2013 prodloužil s klubem smlouvu o další čtyři roky, za které si měl přijít na 10 miliónů dolarů. Pro svou dravost na puku a rychlost dostal přezdívku "Ninja".

### Edmonton Oilers
Dne 30. června 2015, kdy měl mít ještě následující dvě sezóny platný kontrakt, byl vyměněn představiteli Coyotes do Edmontonu Oilers výměnou za kanadského útočníka Boyda Gordona. V novém působišti pak 11. prosince 2015 proti New York Rangers zaznamenal svůj první hattrick kariéry v NHL.

### Klubové statistiky
| Sezona     | Klub                  | Soutěž     | Základní část | Základní část | Základní část | Základní část | Základní část | Play off | Play off | Play off | Play off | Play off |
| Sezona     | Klub                  | Soutěž     | Z             | G             | A             | B             | TM            | Z        | G        | A        | B        | TM       |
| ---------- | --------------------- | ---------- | ------------- | ------------- | ------------- | ------------- | ------------- | -------- | -------- | -------- | -------- | -------- |
| 2004/05    | TPS Turku             | SM-liiga   | 41            | 0             | 6             | 6             | 12            | 6        | 1        | 0        | 1        | 0        |
| 2005/06    | TPS Turku             | SM-liiga   | 51            | 3             | 4             | 7             | 16            | 2        | 0        | 1        | 1        | 0        |
| 2005/06    | Hartford Wolf Pack    | AHL        | 5             | 2             | 1             | 3             | 0             | 11       | 1        | 0        | 1        | 2        |
| 2006/07    | Hartford Wolf Pack    | AHL        | 78            | 11            | 27            | 38            | 23            | 7        | 0        | 0        | 0        | 0        |
| 2007/08    | Hartford Wolf Pack    | AHL        | 79            | 23            | 27            | 50            | 71            | 5        | 1        | 1        | 2        | 0        |
| 2007/08    | New York Rangers      | NHL        | —             | —             | —             | —             | —             | 1        | 1        | 0        | 1        | 0        |
| 2008/09    | New York Rangers      | NHL        | 68            | 6             | 8             | 14            | 14            | 7        | 0        | 2        | 2        | 0        |
| 2008/09    | Hartford Wolf Pack    | AHL        | 4             | 4             | 2             | 6             | 0             | —        | —        | —        | —        | —        |
| 2009/10    | Phoenix Coyotes       | NHL        | 71            | 5             | 6             | 11            | 16            | 7        | 1        | 0        | 1        | 2        |
| 2010/11    | Phoenix Coyotes       | NHL        | 79            | 19            | 21            | 40            | 20            | 4        | 0        | 1        | 1        | 2        |
| 2011/12    | Phoenix Coyotes       | NHL        | 82            | 17            | 20            | 37            | 14            | 11       | 0        | 0        | 0        | 2        |
| 2012/13    | TPS Turku             | SM-liiga   | 11            | 6             | 11            | 17            | 10            | —        | —        | —        | —        | —        |
| 2012/13    | Phoenix Coyotes       | NHL        | 36            | 6             | 5             | 11            | 12            | —        | —        | —        | —        | —        |
| 2013/14    | Phoenix Coyotes       | NHL        | 64            | 9             | 16            | 25            | 24            | —        | —        | —        | —        | —        |
| 2014/15    | Arizona Coyotes       | NHL        | 69            | 6             | 15            | 21            | 12            | —        | —        | —        | —        | —        |
| 2015/16    | Edmonton Oilers       | NHL        | 71            | 10            | 12            | 22            | 10            | —        | —        | —        | —        | —        |
| 2016/17    | Dallas Stars          | NHL        | 60            | 8             | 12            | 20            | 10            | —        | —        | —        | —        | —        |
| 2016/17    | Columbus Blue Jackets | NHL        | 9             | 0             | 0             | 0             | 0             | —        | —        | —        | —        | —        |
| 2017/18    | ZSC Lions             | NLA        | 19            | 2             | 6             | 8             | 6             | 16       | 2        | 4        | 6        | 4        |
| 2018/19    | TPS Turku             | SM-liiga   |               |               |               |               |               |          |          |          |          |          |
| NHL celkem | NHL celkem            | NHL celkem | 609           | 86            | 115           | 201           | 132           | 30       | 2        | 3        | 5        | 6        |

## Reprezentační kariéra
Poprvé se v reprezentačním dresu představil na MS do 18 let v Bělorusku, kde se s 11 body stal nejproduktivnějším hráčem turnaje. V roce 2005 se zúčastnil MS juniorů ve Spojených státech, kde finský tým obsadil 5. místo. Na dalším juniorském šampionátu získalo Finsko bronzové medaile, a to i zásluhou Korpikoského, který byl s 6 body čtvrtým nejproduktivnějším hráčem svého týmu. Na šampionátů v Německu 2010 si odbyl premiéru v seniorském týmu, v 7 zápasech si nepřipsal žádný bod a jeho tým ve čtvrtfinále zastavil pozdější vítěz mistrovství z Česka. Na 2013 byl jediným hráčem z NHL ve výběru Jukky Jalonena, přesto jeho tým postoupil do boje o medaile, avšak v semifinále nestačil na domácí Švédsko a v boji o bronz podlehl po samostatných nájezdech výběru USA. V lednu 2014 ho Erkka Westerlund nominoval na olympijské hry v ruské Soči a objevil se tak poprvé na turnaji pod pěti kruhy. S finským týmem získal bronzové medaile, když v boji o třetí místo zdolali tým Spojených států.

### Reprezentační statistiky
| 2004            | Finsko          | MS18            | 6  | 5 | 6  | 11 | 2  | 7. místo |
| 2005            | Finsko          | MSJ             | 5  | 2 | 0  | 2  | 6  | 5. místo |
| 2006            | Finsko          | MSJ             | 7  | 1 | 5  | 6  | 4  | . místo  |
| 2010            | Finsko          | MS              | 7  | 0 | 0  | 0  | 0  | 6. místo |
| 2013            | Finsko          | MS              | 8  | 3 | 2  | 5  | 4  | 4. místo |
| 2014            | Finsko          | ZOH             | 6  | 2 | 2  | 4  | 2  | . místo  |
| 2016            | Finsko          | SP              | 3  | 0 | 0  | 0  | 4  | 8. místo |
| Junioři celkově | Junioři celkově | Junioři celkově | 18 | 8 | 11 | 19 | 12 |          |
| Senioři celkově | Senioři celkově | Senioři celkově | 24 | 5 | 4  | 9  | 10 |          |